# ショッカー怪人 (テレビシリーズ2号編)
- 仮面ライダーシリーズ
  - 仮面ライダー > ショッカー > ショッカー怪人 > ショッカー怪人 (テレビシリーズ) > ショッカー怪人 (テレビシリーズ2号編)
  - 仮面ライダーシリーズ登場怪人一覧 > 仮面ライダーシリーズ第1期登場怪人一覧 > ショッカー怪人 (テレビシリーズ2号編)

ショッカー怪人 (テレビシリーズ2号編)では、特撮テレビ番組『仮面ライダー』の登場キャラクターであるショッカー怪人のうち「仮面ライダー2号編」に該当する第14話から第52話までに登場するものを列挙する。

## サボテグロン
第14話・第15話・映画『仮面ライダー対ショッカー』に登場。
サボテンをモチーフとする改造人間にして、仮面ライダー2号が最初に戦った怪人。元々は、メキシコ支部の幹部で、首領によってから招聘された。サボテン型の棍棒とサボテン型の爆弾メキシコの花を武器とする。また、右手の指先から弾丸を放つこともできる。全身に硬い皮膚を持ち、腹部からはサボテンの花を取り出す。設定上は全身のトゲには毒があり、手裏剣のように投げることもできるとされる。左手をミサイルとして発射できるという設定もある。アジトの周囲にはサボテンに偽装したメキシコの花を設置している。
メキシコ征服計画をパラスダムの破壊などによって90パーセント進めた功績を認められ、1号によって最も計画が遅れている日本支部に派遣され、メキシコの花で佐久間ダムを破壊する「Z作戦計画」を立案・実行する。来日時に追跡してきたFBI捜査官を飛行機内で殺害して成り代わり、滝和也に近づいて襲うが2号に阻まれる。アジトを探りに来た一文字隼人や滝らをサボテンの花の実験台にしようとするが失敗し、自ら打って出るが返り討ちに遭い地中に逃走する。その後、開店したばかりの立花オートコーナーに現れて捕虜になった戦闘員を奪還する。作戦会議中に戦闘員になりすましていた滝を捕らえるが、すでに戦闘員に変装して潜入していた2号が滝を救出し、2人によってアジトが破壊される。計画失敗の責任を果たすため、サボテンの花を身につけて2号もろとも自爆しようとするがライダージャンプで避けられ、アジトを巻き込んで爆死する。
映画『仮面ライダー対ショッカー』では、死神博士に率いられた再生怪人軍団の1体として登場。ハエ男に加勢すべく、モグラングとともに地中から現れた。サボテグロンの投げたサボテン爆弾を2号に蹴り返され、モグラングとともに爆発する。スーツの胴体部分は新調されている。
第2・第3クールのオープニング・エンディング映像にも登場している。
- 演（FBI捜査官） - ジョン・エアーズ[5][6]
- 声 - 鈴木利秋
  - 映画での声優は資料によって大野剣友会とするものと[10]、山下啓介とするもの[5][16]がある。
- スーツアクター - 岡田勝[出典 9]、瀬島達佳[17][18]
- デザインを担当した高橋章は植物を人間型にするのは難題であったと述べている[19]。
- 2号との対決シーンはハイスピード撮影によるスローモーション映像で演出されており、従来の怪人との差別化を意図していたとされる[20][4]。
- 『仮面ライダークウガ』に登場するメ・ガリマ・バは、口元のデザインなどにサボテグロンとの共通点が指摘されている[21]。

### 『お昼のショッカーさん』に登場するサボテグロン
漫画『お昼のショッカーさん』第19話から登場。テレビアニメでの声優は八代拓。
第19話「サボテン」では、ショッカー戦闘員を褒める際には、サボテンをプレゼントしているため、戦闘員の部屋はサボテンが多くなっていた。
第21話「武器」では、ショッカー戦闘員の憧れの武器として、蜂女の剣や武器と一体化したガラガランダとともに、サボテグロンの棍棒があげられている。
第28話「手紙」では、かつていたメキシコ支部の部下に手紙を書くため、イカデビルにアドバイスをもらっていた。
第34話「綱引き」では、イカデビルやヒトデンジャーとともに、海さんチームとして、虫さんチーム（ドクガンダー・蜘蛛男・蜂女）と対決する。イカデビルやヒトデンジャーと違い、サボテグロンは海関連のモチーフではないが、サボテンが海草っぽいという理由でチーム入りした。毎回負け続きの海さんチームを助けるための参加だったが、綱引きでは敗北していた。

### その他の作品に登場するサボテグロン
- 映画『仮面ライダー×スーパー戦隊×宇宙刑事 スーパーヒーロー大戦Z』では、スペースショッカーのスペース蜘蛛男軍に所属する怪人として登場。声は石川英郎。
- 映画『平成ライダー対昭和ライダー 仮面ライダー大戦 feat.スーパー戦隊』では、地下帝国バダンの怪人として登場。
- スーパーファミコン用ソフト『仮面ライダー』では、第2ステージ以降のステージに登場。
- スーパーファミコン用ソフト『ザ・グレイトバトルV』には、爆弾を持って登場。ヒーローたちに敵味方の区別のつかないクレージーゴンを倒すのに利用される。
- パチンコ『仮面ライダーフルスロットル』では、闇の2号に変身する素体として登場。
- プレイステーション2用ソフト『仮面ライダー 正義の系譜』に登場[22]。選定理由は、2号編の1号怪人のため[22]。

## ピラザウルス
第16話・第17話に登場。
南米の奥地に生息していたとされる古代の爬虫類ピラザウルスをモデルとする改造人間。シリーズで初めて架空の生物をモチーフとしている。
鶏冠の付け根の噴射口から放つ毒ガス死の霧で人間を白骨化させる。
実験体の失敗を受け、ショッカーのコンピュータにより、100万人のデータの中から、ピラザウルスとの合成に最適として選ばれた、猛毒に耐えられる強靭な肉体を持つプロレスラーの草鹿昇を改造した2体目。改造時に草鹿の記憶は消されるが、改造後にも草鹿の得意技であるウルトラパンチやウルトラキックなどを用いる。性能テストとして仮面ライダー2号と戦い、ライダーキックをウルトラキックで打ち破る。
その後、覆面レスラーサタンマスクに扮してその名を知らしめ、観戦に訪れた政財界の要人の暗殺する計画に従事する。サタンマスクが兄だと気づいた草鹿の弟の清を始末しようとするが、2号に阻まれて痛み分けとなる。ディスコでの死の霧の実験に成功すると計画を実行に移そうとするが、2号が挑戦者として乱入したため、リング上で戦う。死の霧は2号には通用せず、空中戦でライダーキックとウルトラパンチの打ち合いに破れ、草鹿の姿に戻る。
映画『仮面ライダー対ショッカー』では、予告編にのみ登場。
- 演（草鹿昇） - 藤木卓[出典 16]
- 声 - 谷津勲（ノンクレジット）[出典 17]
- スーツアクター - 飯塚実[出典 18]
- デザインは高橋章が担当[30]。大元のピラザウルスは高橋は三上陸男が描いたものと推測している[30]。
- 脚本の中では、「ピラザウル」という名称であった[31]。
- 第39話の脚本では、再生怪人軍団の1体として再登場が予定されていた[32]。

### 実験用ピラザウルス
第16話に登場。資料によっては名称をピラザウルス（試作体）と記述している。
実験用に用意された1体目。女幹部マヤの指揮下でバスの運転手に化け死の霧の実験を行い、乗客を全員死亡させるも体内に内蔵した死の霧発生装置に肉体が耐えられず自分も死亡してしまう。
- 同型の怪人が2体登場するのは、従来の怪獣との違いをアピールしたものとされる[2][24]。
- 1体目のピラザウルスは自身の能力で死んだことから、弱い怪人として挙げられることがある[33][34]。

## ヒトデンジャー
第18話に登場。
ヒトデをモチーフとする改造人間。霧ヶ岳で発見された、化石化してなお生きていた古代のヒトデが基になっているとされる。数万年の歳月を経た体は鋼鉄よりも硬くなっており、ライダーキックを跳ね返せる。この体を活かし、ヒトデ型の飛行形態となって体当たりする。水を浴びると体の硬度を保つことができなくなる。設定では、手足が千切れても再生できるとされている。
ショッカーが霧ヶ岳に建設している地下ミサイル基地の護衛を担当する。登山中に基地を目撃した兄弟を襲うが、逃げ延びた弟が一文字隼人に助けられたことから、計画を知られる。基地を発見した滝和也を襲い、彼を助けに現れた仮面ライダー2号を崖の下へ突き落とす。さらに基地を探る滝と立花藤兵衛を捕らえるが、変装して先に潜入していた一文字らとともに脱走されて基地も破壊され、2号らの抹殺を目論む。基地の消火作業中に水が弱点であることを2号に知られ、滝つぼへ突き落とそうと追い詰めたところ、自分が足を滑らせて落ちてしまい、一旦は2号を倒すために立ったものの倒れて絶命する。
- 声 - 池水通洋（ノンクレジット）[出典 25]
- スーツアクター - 甘利健二[出典 26]
- オープニングクレジットではヒトデンヂャーと表記している。脚本での名称は化石怪人ヒトデライラであった[出典 27]。
- スーツは小さめに作られていたため、大野剣友会の中で小柄であった甘利健二がスーツアクターを務めた[2][38]。役名がクレジットされているのは、変則的な措置であったためとされる[2]。
- 第18話撮影時点でのカラースチールはなく、書籍などでは講談社の特写スチールが使用されている[12]。

### 『お昼のショッカーさん』に登場するヒトデンジャー
漫画『お昼のショッカーさん』第15話から登場（テレビアニメ版は、漫画版と話の順序が一部異なっているが、こちらも第15話から登場）。お化けヒトデの化石から作られたと説明されている。テレビ同様、ヒトデなのに水に弱い点も同じ。テレビアニメでの声優は榎木淳弥。
第15話「ペンキ」では、仮面ライダーを惑わすために、「大島」というコードネームのショッカー戦闘員に赤いペンキを塗り自分と見分けがつかないようにするが、「ただの赤い戦闘員」になってしまったとすぐに戦闘員を洗い流そうとする。しかし、イカデビルは、その戦闘員をヒトデンジャーと間違えて連れていってしまったため、作戦の成功を確信する。
第34話「綱引き」では、イカデビルやサボテグロンとともに、海さんチームとして、虫さんチーム（ドクガンダー・蜘蛛男・蜂女）と対決する。

## カニバブラー
第19話・第37話・映画『仮面ライダー対ショッカー』に登場。
カニ（タラバガニ）をモチーフとする改造人間。ハサミになっている左手と、口から吐く人間を溶かす泡を武器とする。配下の戦闘員もカニバブラーが吐く泡と同様のものを銃から放つ。設定上は、背甲が鋼鉄並みに固く、砂に潜って地中を移動できるとされる。小樽沖北北西50キロメートルの海底にアジトを構えている。
原爆以上の破壊力を持つ新型水中爆弾を用い、巨大地震と津波を引き起こす海底地震作戦に従事する。水中に潜んだり釣り人に扮してアジトに近づく人間を襲ったりしているほか、作戦の一環として各地の地震計を破壊している。ダイバーを襲った際にショッカー無線機を落とし、これを拾った滝の先輩である神田を拉致しようとするが、仮面ライダー2号に阻まれて逃走する。その後、首領に命じられて札幌管区気象台を襲撃するが、追跡してきた2号との交戦を経てライダーキックを受け、再び逃走する。新型水中爆弾の起爆が迫る中、アジトへ乗り込んできた2号に起爆装置を停止させられる。海岸へ誘い出した2号の顔に泡を噴き付けて視界を奪い、ハサミでとどめを刺そうとしたところを避けられてハサミを岩に強打し、痛みにひるんでいたところにライダーパンチで殴り飛ばされ、岩場に激突して爆死。
第37話では、ゾル大佐が石倉五郎たちを捕らえるために仕掛けた怪獣サイン会に参加し、子供たちを痛めつける。子供たちを助けようとする滝に襲いかかるが、殺人植物のリモコンを奪われ、毒ガスで倒される。
映画『仮面ライダー対ショッカー』では、死神博士に率いられた再生怪人軍団の1体として登場。地獄谷で珠美と方程式の交換を行う死神博士を援護すべく出現するが、大道寺に変装した本郷が死神博士を拘束した際、命と引き換えにした死神博士の命令で全員戦うことなく撤退する。
- 声 - 梶哲也（第19話・映画[10][16]）
- スーツアクター - 岡田勝[出典 35]、瀬島達佳[出典 36]
  - 岡田は泳げなかったため、第19話冒頭の水中から現れるシーンは瀬島が代役を務めた[出典 37]。
- デザイン画では、頭部にカニの目のような触角がついていた[2]。
- 第19話撮影時点でのカラースチールはなく、書籍などでは講談社の特写スチールが使用されている[12]。
- 第37話の脚本では再生怪人の出番は子供たちを襲うシーンまでであった[47]。呆気ない死に様に対し、毎日放送から再登場怪人のイメージダウンは避けるよう指示があった[48]。
- カニバブラーに関連するキャラクター
  - 漫画『仮面ライダー』に登場するカニ男（クラブマン）は、カニバブラーの原案とされている[2]。
  - テレビ『仮面ライダー龍騎』に登場する仮面ライダーシザースは、カニバブラーがデザインモチーフ[49]。

## ドクガンダー
- 声 - 辻村真人（第20話・第21話）[出典 38][注釈 10]、山下啓介（映画）[10][16]
- スーツアクター - 岡田勝[出典 39]

### ドクガンダー（幼虫）
第20話・映画『仮面ライダー対ショッカー』に登場。
ケムシをモチーフとする改造人間。口から発火性の液体（毒液）を吐く。設定では体に生えたトゲを投げて攻撃するとされる。
富士山麓にある東谷村の滝の中にあるアジトを警護しており、周囲の村人から人を食べるお化け毛虫として恐れられている。シルクハットとコート姿の男に化け、ツーリングに来ていたひろみたちを騙して仮面ライダー2号を誘い出すために捕らえ、お化け毛虫を調査していた立花藤兵衛も捕らえている。現れた2号と戦うが撤退し、アジトに潜入した2号を罠にかけて捕らえた藤兵衛らを眼前で処刑しようとするが、2号に妨害されて処刑装置に泡を誤射してしまい、逃走される。アジトは藤兵衛に破壊され、自身もライダーキックで滝壺に落とされるが、繭になって川下を流れて逃走する。
映画『仮面ライダー対ショッカー』では、死神博士に率いられた再生怪人軍団の1体として成虫とは別に登場。地獄谷で珠美と方程式の交換を行う死神博士を援護すべく出現するが、大道寺に変装した本郷が死神博士を拘束した際、命と引き換えにした死神博士の命令で全員戦うことなく撤退する。
- 演（人間体） - 打越正八[57][5]
- デザイン画では足は3本爪のある形状となっていた[19]。また、頭部と胴体が繋がった形状で検討されていたが、アクションの都合などから修正された[50]。
- 特写スチールでは、ベルトを着用している[50]。また、胴体がかまきり男になっているものがある[12]。

### ドクガンダー（成虫）
第21話・映画『仮面ライダー対ショッカー』に登場。
ガをモチーフとする改造人間。繭になって逃げ延びたドクガンダー（幼虫）が変態した姿である。飛行能力を持ち、両手の指先から放つ爆発性殺人銀粉を武器とする。設定では羽根からも殺人銀粉を撒き散らし、毒の吹き矢も装備しているとされる。
ドクガンダーの繭を成長させる任務に従事する。幼虫時に殺害した阪神大学教授の小泉に成り済ますと、大毛虫の発見を発表しようとしていた助教授の吉岡を阻止し、吉岡が開発した繭の成長促進剤を手に入れるため、秘密の研究室と称してアジトに案内し、吉岡を捕らえて改造人間の繭を成長させようと目論む。一方、一文字隼人らに捕らえられた戦闘員を処刑し、隼人や滝と戦うも隼人に仮面ライダー2号に変身され、撤退する。その後、大阪城で立花藤兵衛らを捕らえて処刑しようとするも2号に妨害され、成長剤完成の知らせを聞いてアジトに戻る。しかし、吉岡は成長促進剤ではなく繭を溶かす薬を作っていたことから繭は全滅したうえ、アジトへ潜入してきた2号らに追い詰められる。最後は、空中で体当たりを仕掛けようとするもライダーキックを受けて落下し、アジトもろとも爆発する。
映画『仮面ライダー対ショッカー』では、死神博士に率いられた再生怪人軍団の1体として幼虫とは別に登場。初代同様に指からミサイルを発射する。GX方程式の秘密を狙ってアリガバリとともに大道寺邸に向かい、五郎たちの参加した大道寺珠美の誕生日パーティーを襲う。1号に珠美を奪い返されてアリガバリを倒されるが、加勢に現れたザンジオーが珠美の誘拐に成功して逃走すると、ドクガンダーも姿を消す。その後、画面には登場していない。
- 演（小泉教授） - 野々浩介[5]
- 後年、インタビューに答えたマリ役の山本リンダによれば、第21話の大阪ロケでは合間に野原で他の女優たちとともに遊んでいたところ、大きなムカデが出てきて大騒ぎになった。その後、藤兵衛役の小林昭二らと横並びで十字架に磔にされるシーンを撮影したが、内心ではいつムカデが這い上がってくるかが怖くてたまらず、演技を忘れて真剣に2号による救出を願っていたという。また、他の女優たちとの怖がりようをスタッフに覚えられていたのか、第27話でムカデラスが登場した際には皆で笑ってしまったとも明かしている[64]。

### 『お昼のショッカーさん』に登場するドクガンダー
漫画『お昼のショッカーさん』第16話「ギュアー」から登場。成虫の姿で登場し、空を飛ぶのが得意と説明されている。声優は平山笑美。
レギュラーのショッカー戦闘員三人（大島・中島・小島）に、「ギュアー」に代わる鳴き声（ポーズをとったときに叫ぶ声）が何にするか相談し、「ドクガンダー」の掛け声を採用するが、結局「ギュアー」と叫んでしまう。
続く第17話「ポーズ」では、イカデビルを乗せて飛行。戦闘員たちに「カッコいい」と褒められ、空中でポーズをとるも、それによりイカデビルを落としてしまう。
第34話「綱引き」では、虫さんチームの一員として登場。第48話「ムササビードルとドクガンダー」では、ムササビードルとどちらの掛け声がカッコいいか空中でモメる。

### その他の作品に登場するドクガンダー
- プレイステーション2用ソフト『仮面ライダー 正義の系譜』に登場[22]。選定理由は羽が綺麗で映えるため[22]。なお、羽化を入れてしまうと、転生体などの演出が霞んでしまうため、成虫のみの登場となった[65]。

### ドクガンダーに関連するキャラクター
獣人ヘビトンボ、奇械人ケムンガ（→奇械人ドクガラン）
獣人ヘビトンボは『仮面ライダーアマゾン』の怪人、奇械人ケムンガと奇械人ドクガランは『仮面ライダーストロンガー』の怪人。幼虫から成虫に変態する怪人というコンセプトが継承されている。
出前一チョウ
漫画『仮面ライダーSD マイティライダーズ』にこのデザインで登場する、蝶とラーメン屋のDNAから作られた怪人。ドクトルGに「役に立つか」と文字通り一蹴される。
ドクガロイド
漫画『仮面ライダーSPIRITS』でのドクガロイドは、ドクガンダー（成虫）の要素が含まれている。

## アマゾニア
第22話に登場。
魚（ピラニア）をモチーフとする改造人間。指先から赤い弾丸を放つ。設定では時速80キロメートルで泳げるとされる。
日本近海のウラニウム鉱脈を利用して海底基地を建設する五〇七計画に従事しており、その労働力となる水中に強い改造人間を制作するため、泳ぎの得意な男性を誘拐している。ショッカーの計画を探っていた一文字隼人を襲撃し、水中で仮面ライダー2号と戦い、引き分けに持ち込む。その後、海中を探索していた滝和也とFBIのエリナ杉崎を捕らえるが、海底基地に潜入した2号によって2人は救出される。脱出しようとする3人に対し、基地内の酸素量を1/3に減らして苦しめるが、装置を元に戻され、他の捕虜とともに脱出される。最後は海辺で2号と戦い、倒れていたフリをしていた2号に近づくも、ライダーキックで海中に落とされ、アジトとともに爆発する。
- 声 - 八代駿
- スーツアクター - 大杉雄太郎[出典 59]
- 脚本での名称はピラニドンであった[出典 60]。『たのしい幼稚園新案カード 仮面ライダー図鑑』ではこちらの名称を用いている[50]。
- 水中戦の描写は、よみうりランドの水中バレエ劇場の屋内プールで撮影された[50]。このシーンのスーツアクターは、2号ともども水中バレエ劇場のプロスイマーが演じた[50]。
- 第22話撮影時点でのカラースチールはなく、書籍などでは講談社の特写スチールが使用されている[63]。
- 書籍『仮面ライダー大研究』では、名前からはモチーフが判別できないことから、放送当時の一部の子供たちの間ではモチーフがピラニアか半魚人かの論争が起きていたと紹介している[67]。『たのしい幼稚園新案カード 仮面ライダー図鑑』では半魚人の改造人間と記述していた[50]。
- 第41話の脚本では再生怪人軍団の1体として登場が予定されていた[29][72]。
- すがやみつる版漫画『仮面ライダー』にはナマズギラーと共に死神博士の配下として登場。

## ムササビードル
第23話・映画『仮面ライダー対ショッカー』『仮面ライダー対じごく大使』に登場。
ムササビをモチーフとする改造人間。100メートルのジャンプ力と200メートルの飛行能力を持ち、上空を超高速旋回することで真空状態を作り、内臓を破裂させるスリップストリーム現象を発生させる。設定では小指から煙幕弾を放つとされる。
大隈博士の開発した新型液体燃料を奪い、札幌爆破計画を実行するのが任務である。大隈研究所に侵入して液体燃料を奪うが、仮面ライダー2号に奪い返される。大隅が液体燃料を分解するために放射線センターへ依頼した特殊放射性物質235を輸送する職員になりすました戦闘員によって液体燃料の奪取に成功し、戦闘員を陽動にして逃走する。追跡してくる立花藤兵衛を昭和新山で襲い、助けに現れた2号を戦闘員が捕らえたマリらを人質に脅しをかける。しかし、五郎が石を投げた隙に2号に反撃され、スリップストリームを仕掛けるも空中でライダーキックを受けて墜落し、液体燃料が入ったトランクの上に落ちて液体燃料ごと爆発する。
映画『仮面ライダー対ショッカー』では、死神博士が率いる再生怪人軍団として登場。ここではムササビドールと名乗っている。地獄谷で珠美と方程式の交換を行う死神博士を援護すべく出現するが、大道寺に変装した本郷が死神博士を拘束した際、命と引き換えにした死神博士の命令で全員戦うことなく撤退する。
映画『仮面ライダー対じごく大使』では、地獄大使に率いられた再生怪人軍団の1体として登場。初代と異なりブーツを履いている。
- 声 - 辻村真人（第23話）[注釈 19]、山下啓介（映画1）[10][16]、市川治（映画2）[10][78]
- スーツアクター - 岡田勝[63][5][注釈 20]
- スーツは人工毛皮で作られている[74]。ぬいぐるみのような造形や所作から愛らしい怪人と評されることもある[73][74]。
- 第23話撮影時点でのカラースチールはなく、書籍などでは講談社の特写スチールが使用されている[63]。
- 北海道にはムササビは生息していないことから、雑誌『KODANSHA Official File Magazine 仮面ライダー 特別編Vol.1』ではエゾモモンガと混同していた可能性を指摘している[50]。
- 昭和新山の場面は、実際には有珠山で撮影された[50]。

### 『お昼のショッカーさん』に登場するムササビードル
漫画『お昼のショッカーさん』第47話から登場。
第47話「ムササビードル」では、ショッカー戦闘員の草むしりを、（イカデビルに世話になっているからと）手伝う。テレビドラマ本編でも見せたスリップストリームにより草をどんどん刈るが、自分自身が草まみれとなる。続く第48話「ムササビードルとドクガンダー」では、どちらの掛け声がカッコいいを戦闘員に尋ね、ドクガンダーと空中戦をする。

## キノコモルグ
第24話・第25話・映画『仮面ライダー対ショッカー』『仮面ライダー対じごく大使』に登場。
毒キノコをモチーフとする改造人間。無期懲役で服役中の囚人13号を毒キノコのエキスに1週間浸けて誕生する。囚人13号の人格がそのまま残っており、首領に対しても不遜な態度をとっている。
口から吐く毒キノコの胞子で人間を仮死状態にする能力を持つ。胞子の毒はより感染力の強いものに強化され、感染者に触れた者は1時間後に必ず発病するようになる。第25話ではフェンシングの剣を使用する。アジトには特殊な光線バーリアを張っている。設定では分身キノコを使ってあらゆる場所に忍び込むことができるとされる。
胞子で仮死状態にした人間を拉致し、改造人間の素材や胞子の実験台にすることが任務である。任務にあたっては、仮死状態にした人間はカラフルなトラックの荷台に乗せて運んでいる。そのままの姿で戦闘員とともにチンドン屋を装って子供たちを誘い出し、仮死状態にして誘拐するが、仮面ライダー2号とライダーガールズによって阻止される。その後、大首領の命により病院に運ばれた子供たちを奪い返そうとするが、一文字隼人と滝和也によって妨害される。先に捕らえていたミキ子と宏を人質に隼人を呼び出して降伏を迫り、戦闘になるが胞子を浴びせて一文字を捕らえることに成功する。アジトに運ばれた隼人を回転のこぎりで処刑しようとするが、戦闘員に扮して潜入していた滝によって救出される。
一方、人質の2人は立花藤兵衛とライダーガールズによって救出されるが、すでに2人には感染力を強化した胞子をつけており、感染を全国に拡大させる。実験には成功したものの度重なる妨害を受けたことから、大首領から隼人の抹殺を命じられる。巨大なキノコに化けて立花オートコーナーに潜入して立花を捕らえ、アジトを探っていたライダーガールズと滝らも捕らえて人質に2号に迫るが、頭部に投げつけられた薬の小瓶が当たり、解毒剤を頭部に浴びて怯んだ隙にライダーキックを受けてアジトごと爆発する。
映画『仮面ライダー対ショッカー』では、死神博士が率いる再生怪人軍団の1体として登場。サラセニアン・ドクダリアン・トリカブトという他の植物怪人と共に1号と2号のダブルライダーと戦う。ライダーキックを受けて倒される。
映画『仮面ライダー対じごく大使』では、地獄大使に率いられた再生怪人軍団の1体として登場。再生前と異なりブーツを履いている。
前述の映画2作とも頭部が異なっている。
- 演（囚人13号） - 富士乃幸夫[79][5]
- 声 - 八代駿（第24話・第25話）、市川治（映画2）[10][78]
- スーツアクターは、資料によって瀬島達佳と記述しているものと[63][79]、大杉雄太郎[5]と記述しているものがある。
- 当初、囚人13号は死刑囚という設定で撮影されたが、不穏当な描写であるとして試写後に毎日放送からクレームが入ったため、後日再撮影された[50]。
- アジトの爆破は監督の山田稔の要望による[50]。
- 第25話・第26話撮影時点でのカラースチールはなく、書籍などでは講談社の特写スチールが使用されている[63]。
- その他の作品に登場するキノコモルグ
  - 漫画『仮面ライダーSD マイティライダーズ』では、地獄大使の作戦で、笑わせキノコの胞子を使った作戦を実行。
  - ゲーム『ガイアセイバー ヒーロー最大の作戦』では、ショッカーの怪人として登場。第1話・第2話・第3話・第5話に登場。カッパドキアなど海外のフィールドでも登場する。
- キノコモルグに関連するキャラクター
  - メ・ギノガ・デおよびメ・ギノガ・デ変異体 - テレビ番組『仮面ライダークウガ』に登場するキノコの怪人。グロンギ自体がショッカー怪人のリブートを目指していたこともあり、メ・ギノガ・デは、キノコモルグをオマージュしている[85]。

## 地獄サンダー
第26話・映画『仮面ライダー対ショッカー』に登場。資料では別名を記述していないものがほとんどだが、書籍『仮面ライダー大研究』ではあり地獄怪人と記述している。
アリジゴクをモチーフとする改造人間。巨大な蟻地獄を作る能力を持っており、砂のない場所では空中から砂を降らせている。
主要幹線道路に人工蟻地獄を発生させて交通網を麻痺させる蟻地獄作戦に従事する。ハイウェイの事故を調査していた一文字隼人を襲い、仮面ライダー2号を蟻地獄の中に落とすが、2号はサイクロンを自動操縦してロープを射出し、脱出する。その後、ゾル大佐を追う隼人を再び襲撃してバイクごと蟻地獄に落とすが、ゾル大佐が仕掛けていた時限爆弾の爆風の勢いで変身しながら脱出した2号の地獄車とライダーキックを受け、蟻地獄に沈む。
映画『仮面ライダー対ショッカー』では、死神博士が率いる再生怪人軍団の1体として登場。地獄谷で珠美と方程式の交換を行う死神博士を援護すべく出現するが、大道寺に変装した本郷が死神博士を拘束した際、命と引き換えにした死神博士の命令で全員戦うことなく撤退する。その後、プラノドン・ギルガラス・エジプタスと共に空と地中の両面から一文字と本郷を襲い、捕らえられた死神博士を救出する。
1号のチョップを受けて倒れたのを最後に、画面には登場していない。
- 声 - 山下啓介（第26話）
  - 映画での声優は資料によって梶哲也とするものと[10]、山下啓介とするもの[16]がある。
- スーツアクター - 大杉雄太郎[出典 80]
- 脚本での名称は蟻地獄デモンキラーであった[出典 81]。『たのしい幼稚園新案カード 仮面ライダー図鑑』では名称をアリジゴクと記述している[50]。
- ゾル大佐の着任に頭を抱える描写から、小人物や人間臭い怪人と評されることもある[89][86]。

## ムカデラス
第27話・第37話・映画『仮面ライダー対ショッカー』に登場。第26話でゾル大佐に名前を呼ばれている。
ムカデをモチーフとする改造人間。親指を立てた両手を動かして催眠電波や頭脳破壊電波を放つ。また設定では肩から生えた足（トゲ）を抜いて手裏剣として用いる。
ゾル大佐の指揮のもと、ムカデラス怪人教室で優秀な子供たちを育て、ジュニアショッカーを結成する計画に従事し、子供たちに催眠電波をかけて誘拐している。誘拐しようとした石倉五郎を助けに現れた一文字隼人に頭脳破壊電波を浴びせて逃走し、変身して追跡してきた仮面ライダー2号をゲバコンドルとサラセニアンに襲わせる。その後、ゾル大佐の作戦によりジュニアショッカーを操って隼人と滝を襲わせるが、隼人に催眠電波から位置を知られる。ゲバコンドルやサラセニアンとともに戦うが、組み付かれたままジャンプされて空中でライダーキックを受けて炎上して消滅し、ジュニアショッカーの催眠も解け、普通の子供たちに戻る。
第37話ではゾル大佐が石倉五郎たちを捕らえるために仕掛けた怪獣サイン会に参加し、子供たちを痛めつける。子供たちを助けようとする滝に襲いかかるが、滝が殺人植物のリモコンを奪い毒ガスで倒される。
映画『仮面ライダー対ショッカー』では、死神博士が率いる再生怪人軍団の1体として登場。地獄谷で珠美と方程式の交換を行う死神博士を援護すべく出現するが、大道寺に変装した本郷が死神博士を拘束した際、命と引き換えにした死神博士の命令で全員戦うことなく撤退する。
- 声 - 沢りつお（第27話・第37話[98]）、阪脩（映画）[10]
- スーツアクター - 大杉雄太郎[出典 91]
- 脚本での名称はムカデウスであった[91][93]。
- 撮影会での特写スチールでは、上半身のスーツを前後逆に着用しているものがある[99]。
- 第37話の脚本では再生怪人の出番は子供たちを襲うシーンまでであった[47]。呆気ない死に様に対し、毎日放送から再登場怪人のイメージダウンは避けるよう指示があった[48]。

### ジュニアショッカー
第27話に登場。
ムカデラスの催眠電波により操られる子供たち。ショッカーによる世界征服後の子供たちの指導者となるべく、教育を受けさせられる。24連発・有効射程距離15,000メートルのショッカー190型自動小銃や、赤外線スコープ付き・32連発・有効射程距離2,000メートルのショッカー205型自動小銃を武器として用いる。実力テストとして一文字隼人と滝和也の抹殺にさし向けられるが、ムカデラスが倒されたことにより洗脳が解ける。

## モグラング
第28話・第37話・第41話・映画『仮面ライダー対ショッカー』に登場。
モグラをモチーフとする改造人間。刃物状の右手と巨大な爪の左手で地中を掘り進むことができる。退化した視力を補うため、ゾル大佐によって伸縮自在で360度の視野を持つエレクトロアイを移植されている。またライダーキックや刃物を寄せ付けない強靭な体を持つ。
沿岸のコンビナートから石油を流出させて東京湾を火の海にする石油流出作戦を実行するため、コンビナートへの地下トンネルを掘らせるモグラ人間の素材となる人間を誘拐している。作戦成功の暁には、ゾル大佐から人間の姿に戻されることが約束されている。ゾル大佐の命令により立花レーシングクラブに整備員として入った愛川豊を誘拐しようとし、助けに現れた仮面ライダー2号と戦い、2号と愛川を捕らえる。その後、脱走した隼人によりコンビナートの爆破と洗脳した愛川による滝の暗殺が妨害され、地中から監視していたところを見つけ出される。地面の柔らかい場所では不利だと考えた2号により生コンクリートの製造プラントに誘き出され、コンクリートミキサー車のセメントサイロの中に蹴り落とされる。
第37話ではゾル大佐が石倉五郎たちを捕らえるために仕掛けた怪獣サイン会に参加し、子供たちを痛めつける。子供たちを助けようとする滝に襲いかかるが、滝が殺人植物のリモコンを奪い毒ガスで倒される。
第41話ではアジトに近づいた仮面ライダー1号と戦うアルマジロングに加勢する。その後はアジトに居る場面を最後に登場していない。
映画『仮面ライダー対ショッカー』では、死神博士が率いる再生怪人軍団の1体として登場。ハエ男に加勢すべく、サボテグロンとともに地中から現れた。サボテグロンの投げたサボテン爆弾を2号に蹴り返され、サボテグロンとともに爆発する。
第4クールのオープニング映像にも登場している。
- 声 - 峰恵研（第28話）、池水通洋（第41話）[10][107]、大野剣友会（映画）[10]
- スーツアクター - 岡田勝[5]
- デザインを担当した高橋章は、実際のモグラとはかけ離れたものでありながら雰囲気を表現できたとして気に入った怪人の1体に挙げている[108][30]。書籍『仮面ライダー 1号・2号・V3・ライダーマン総特集』内のインタビューで韮沢靖と寺田克也により「普通じゃ出てこないデザイン」とされている[109]。
- 毎日放送プロデューサーの左近洋一も、地底から現れる設定が面白いとして気に入った怪人の筆頭に挙げている[91]。
- 第37話の脚本では再生怪人の出番は子供たちを襲うシーンまでであった[47]。呆気ない死に様に対し、毎日放送から再登場怪人のイメージダウンは避けるよう指示があった[48]。
- 第41話の脚本ではアマゾニアとともに最後の戦いにも参加する予定であった[29]。

### モグラ人間
第28話に登場。
石油流出作戦のため、モグラングに拉致された人間が改造された姿。容姿はモグラングと同じである。知能指数を低くされており、コンビナートの地下までたどり着くと爆破される予定となっていたが、改造人間を人間に戻す再生液を発見した隼人により元に戻される。
- スーツはモグラングと同一のものであるが、いわゆる「ショッカーベルト」は装着していない[110]。
- 書籍『キャラクター大全 仮面ライダー 昭和編 AD1971-1994』では他の怪人と同列に紹介している[111]。

## クラゲダール
第29話に登場。
電気クラゲ（カツオノエボシ）をモチーフとする改造人間。右掌から電気触手を伸ばし、これを相手に巻きつけて5万ボルトの電流を流す。鷲ヶ崎灯台の地下にアジトを構える。
政府要人暗殺計画に用いる電気人間を造るため、5,000ボルトの電圧に耐えられる人間を探し出すことを任務とする。自身を目撃した少年・浩太を逃して写真を新聞に掲載させ、仮面ライダー2号をおびき出すが、高圧電流が通用せず不利になり逃走する。その後、浩太の母を誘拐し助けに現れた2号や滝をダイナマイトで爆殺しようとするが失敗し、アジトに逃げこみ触手を巻き付けるも振りほどかれ、ライダーキックを受けて爆発する。
- 声 - 沼波輝枝
- スーツアクター - 岡田勝[出典 104]
- 一人称は「俺」だが、声優は女性が務めており、資料によっては性別不明として扱われている[114]。脚本では女性を表す描写はない[91]。
- 脚本担当の滝沢真里によれば、クラゲと小説家のロアルド・ダールを掛けてネーミングしたという[120]。
- 『たのしい幼稚園新案カード 仮面ライダー図鑑』では、名称をどくクラゲおとこと記述している[91]。

### 電気人間
第29話に登場。
体内に高圧電気を蓄える改造人間。政府要人暗殺のため、5,000ボルトの高圧電流に耐えられる人間を素材にしようとしていたが、適合者が見つからぬうちにクラゲダールが倒され、計画のみに終わる。劇中では作戦のイメージ映像として描写される。

## ザンブロンゾ
第30話・映画『仮面ライダー対ショッカー』『仮面ライダー対じごく大使』に登場。
三葉虫をモチーフとする改造人間。生物学者の志村博士が蘇生させた1,800万年前の三葉虫と血液を入れ替えられ誕生する。普段は小さな三葉虫の姿をしており、人の血を吸うと怪人の姿になる。三葉虫状態の時はショッカーの運び屋によって持ち運ばれる。
胸の鱗を剥がして手裏剣のように投げつける。また奥の手として口から赤い毒液を吐く。アジトはゾル大佐が志村博士の自宅地下に構えている。
ゾル大佐は志村博士を脅迫してザンブロンゾと同じ吸血三葉虫を蘇らせて世界中にばらまくことを画策する。計画の第1段階として滝和也と五郎を襲撃しようとするが失敗し、次に立花オートコーナーにいたマリを襲い血を吸って怪人化し、追跡してきた一文字隼人と戦うが小さくなり逃走する。その後は志村博士を監視しているが、志村によって生命力を弱くされている。羽田空港で計画を妨害しようとする2号に対し運び屋の血を吸って怪人化するが、志村博士の策によって弱ったところにライダーキックを受け、自らの最期を悟りながら元の化石に戻る。
映画『仮面ライダー対ショッカー』では、死神博士が率いる再生怪人軍団の1体として登場。地獄谷で珠美と方程式の交換を行う死神博士を援護すべく出現するが、大道寺に変装した本郷が死神博士を拘束した際、命と引き換えにした死神博士の命令で全員戦うことなく撤退する。
映画『仮面ライダー対じごく大使』では、地獄大使に率いられた再生怪人軍団の1体として登場。ライダーパンチで倒される。
- 声 - 池水通洋（第30話）、山下啓介（映画1）[10][16]
  - 『仮面ライダー対じごく大使』での声優は資料によって倉口佳三とするものと[10]、谷津勲とするもの[78]がある。
- スーツアクターは、資料によって瀬島達佳と記述しているものと[出典 112]、岡田勝[5]と記述しているものがある。
- ネーミングは、三葉虫と俳優のチャールズ・ブロンソンを掛けたもの[120]。
- 脚本では志村博士の邸内で初めて正体を表すという展開であった[91]。
- 第39話の脚本では、再生怪人軍団の1体として再登場が予定されていた[32]。また、第41話の脚本でもアルマジロングではなくザンブロンゾが登場する予定であった[29][125]。

## アリガバリ
第31話・映画『仮面ライダー対ショッカー』に登場。
アリクイをモチーフとする改造人間。アマゾンの秘境から日本に運び込まれた。体内に感染した人間を溶かす細菌アマゾンの呪いを保有しており、細長い口から伸ばした舌で感染させる。アマゾンの呪いに耐えて保菌者となった人間は、細菌を養うためにアリを食べるようになる。左手は大きな三本爪になっている。天狗岳での戦いでは剣を用いている。また、設定では人間を溶かす赤い液体も武器とする。
天狗岳で登山者を襲い、アマゾンの呪いを感染させる。ゾル大佐の命令によりアマゾンの呪いに耐えた青年・井崎を街に帰し、その裏で暗躍して井崎の住む団地を中心に感染を拡大しようとする。井崎の異変に気づいた井崎の弟・武夫と石倉五郎を襲い、助けに現れた仮面ライダー2号と戦うもライダーキックをかわし、2号を負傷させる。団地での感染を終えると天狗岳のアジトに戻り、復活した2号を迎え討つが、2号が特訓で編み出したライダー卍キックで倒され爆発する。アマゾンの呪いの感染者はアジトに残されていた解毒剤で回復する。
映画『仮面ライダー対ショッカー』では、死神博士が率いる再生怪人軍団の1体として登場。GX方程式の秘密を狙ってドクガンダー（成虫）とともに大道寺邸に向かい、五郎たちの参加した珠美の誕生日パーティーを襲う。1号の攻撃で爆発する。
- 声 - 村越伊知郎（第31話）、大野剣友会（映画）[10]
- スーツアクター - 大杉雄太郎[出典 118]
- 第39話の脚本では、再生怪人の1体として再登場が予定されていた[32]。
- その他の作品に登場するアリガバリ
  - ゲーム『ガイアセイバー ヒーロー最大の作戦』では、ショッカーの怪人として登場。第1話・第2話・第3話・第5話に登場。パリなど世界のフィールドでも登場する。

## ドクダリアン
第32話に登場。
人喰い花をモチーフとする改造人間。ニューギニアのジャングルで200年生きていた人喰い花をショッカーが改造したものである。動物性タンパク質を養分としており、管で動物の養分を吸い取る。ツル状のムチを武器とする。普段は老婆の姿をしている。公園の地下にアジトを構えている。
一滴で100人を殺す威力を持つ、毒花エキスから精製されて作られた毒液を霧状に散布する毒液スモッグ作戦に従事し、花屋に扮して強制催眠音波を放つ鉢植えを売り、手先の器用な女性を誘拐して毒の結晶の精製を行わせている。花屋を調べに来たマリとユリを捕らえ、表で待機していた一文字隼人と滝和也も襲い、隼人が変身した仮面ライダー2号と戦うが逃走する。その後、アジトへ追ってきた隼人をマリとユリを人質にしてゾル大佐とともに捕らえ、待機していた滝と立花藤兵衛も捕らえる。そして、隼人を火刑にしようとするが、鎖に繋がれたまま暴れだした滝と藤兵衛に妨害され、隼人が変身した2号と戦い、火刑の炎の中に投げ込まれて引火し、炎に包まれて絶命する。
映画『仮面ライダー対ショッカー』では、地獄谷で珠美と方程式の交換を行う死神博士を援護すべく出現するが、大道寺に変装した本郷が死神博士を拘束した際、命と引き換えにした死神博士の命令で全員戦うことなく撤退する。その後、キノコモルグ・サラセニアン・トリカブトという他の植物怪人と共に登場。ライダーキックを喰らい退場。
第4クールのオープニング・エンディング映像にも登場している。
- 演（老婆） - 中曽根公子[5]
- 声 - 沼波輝枝
- スーツアクター - 岡田勝[出典 125]、佐野房信[5]
- 第39話や第40話の脚本では再登場が予定されていた[出典 126]。実際にスーツは九州ロケに持ち込まれており、単体スチールのみ撮影された[134]。
- ネーミングは、毒花とダリアを掛けたもの[120]。
- デザインを担当した高橋章は、気に入った怪人の1体に挙げており、プロデューサーの平山亨も喜んでいたと証言している[108]。スーツの目には電飾が入れられている[119]。
- 脚本では、2号との戦闘時に怪人の姿と老婆の姿を交互に現し翻弄するという描写があった[91]。
- クライマックスの戦闘シーンでは、『帰ってきたウルトラマン』で使用された宇宙ステーションのセットが映り込んでいる[91]。
- その他の作品に登場するドクダリアン
  - 『仮面ライダーV3』では、第27話・第28話にデストロンにより再生されたショッカー怪人の1体として登場。スーツはアトラクション用のものが使用された[29][136][注釈 37]。オリジナルとは体色が異なっている[138]。
  - 漫画『仮面ライダーSD マイティライダーズ』では、地獄大使の作戦で、ハチ女のスパイとしての潜入が成功したため、次のスパイとして指名される。

## アルマジロング
第33話・第37話・第41話・映画『仮面ライダー対ショッカー』に登場。
アルマジロをモチーフとする改造人間。体は鋼鉄のように固く、ライダーキックをも跳ね返すが、鱗に覆われていない腹部が弱点となっている。体を丸めて体当りする弾丸スクリューボールを得意技とする。
ゾル大佐の考案したガスタンク破壊作戦のためブラジル支部から日本支部へ派遣されるが、大首領から作戦の前に仮面ライダー抹殺を命じられる。山中で自身を目撃した男たちを弾丸スクリューボールで山小屋ごと粉砕し、生き残った1人も黒ずくめの男に化けて殺害する。家族の敵としてアルマジロングを追ってきたコニー山田を襲い、助けに入った一文字隼人を生き埋めにする。コニーと戦闘員にさらわれたユリとススムを追ってきた滝和也を襲い、復活した隼人が変身した仮面ライダー2号と戦うが弾丸スクリューボールで打ち破る。その後、ゾル大佐に誘い出された立花藤兵衛を捕らえ、先に捕らえたユリとススムやゾル大佐が捕らえた滝とコニーらとともに処刑しようとするが、2号に妨害され、弱点を知られて、弾丸スクリューボールをかけるも投げ飛ばされて着地したところにライダーキックを腹に受け水中で爆死する。
第37話ではゾル大佐が石倉五郎たちを捕らえるために仕掛けた怪獣サイン会に参加し、子供たちを痛めつける。子供たちを助けようとする滝に襲いかかるが、滝が殺人植物のリモコンを奪い毒ガスで倒される。脚本では再生怪人の出番は子供たちを襲うシーンまでであった。呆気ない死に様に対し、毎日放送から再登場怪人のイメージダウンは避けるよう指示があった。
第41話では、霧島火山帯を噴火させるための地下トンネル工事の人員を確保するため、ホテルから避難するバスを襲撃する。その後、アジトへ近づいた仮面ライダー1号をゴースターやモグラングとともに襲う。桜島で再び1号と戦うが、ライダーパンチで崖下に落とされ倒れる。
映画『仮面ライダー対ショッカー』では、死神博士が率いる再生怪人軍団の1体として登場。地獄谷で珠美と方程式の交換を行う死神博士を援護すべく出現するが、大道寺に変装した本郷が死神博士を拘束した際、命と引き換えにした死神博士の命令で全員戦うことなく撤退する。
第4クールのオープニング映像にも登場している。
- 声 - 池水通洋（第33話）、峰恵研（映画）[10]
- スーツアクター - 石丸強志[出典 133]、瀬島達佳[5]
- 第33話のオープニングクレジットではアルマジロと表記されていた[139][141]。
- 第41話の脚本ではアルマジロングではなくザンブロンゾが登場する予定であった[29]。
- 第41話の声優は資料により鈴木利秋とするものと[10]、安原義人とするもの[107]がある。
- 球体に変形して体当りするアルマジロ怪人というコンセプトは、『仮面ライダーV3』のナイフアルマジロや『仮面ライダーストロンガー』の奇械人アルマジロンなどに継承されている[48]。
- 『仮面ライダークウガ』に登場するゴ・ジャラジ・ダは、口元のデザインなどにアルマジロングやサイギャングの手法が取り入れられている[143]。
- プレイステーション2用ソフト『仮面ライダー 正義の系譜』に登場[144]。選定理由は弾丸スクリューボールという形状変化の攻撃があるため[144]。

## ガマギラー
第34話・映画『仮面ライダー対ショッカー』に登場。
ガマガエルをモチーフとする改造人間。手に持つ鎖鎌を武器とする他、頭部の角の付け根から放つ赤い神経ガスで人を狂い死にさせたり記憶喪失にさせたりする。掴んだ物を発火させる能力も持つ。
黒部渓谷で核爆弾を使用して日本列島を真っ二つにする日本列島分断計画に従事しており、計画を知った折口犯罪研究所の折口の口を封じることを命じられている。折口の娘ルミ子を誘拐し、次に折口が証人として呼んだ門前絹子を襲うが、仮面ライダー2号に妨害され逃走する。その後、アジトに潜入した滝と2号によりルミ子を奪い返されるが、折口の研究所に潜入して記憶と資料の消去に成功する。そして、秘密飛行場で幹部から核爆弾を受け取るが、2号の妨害にあい、幹部とともにセスナ機で逃亡しようとするが、ライダージャンプの体当たりによってセスナ機の翼を破壊されて、機体ごと空中で爆死する。
映画『仮面ライダー対ショッカー』では、死神博士が率いる再生怪人軍団との1体して登場。地獄谷で珠美と方程式の交換を行う死神博士を援護すべく出現するが、大道寺に変装した本郷が死神博士を拘束した際、命と引き換えにした死神博士の命令で全員戦うことなく撤退する。
- 声 - 沢りつお（第34話）、大野剣友会（映画）[10]
- スーツアクター - 岡田勝[出典 140]、瀬島達佳[5]
- 脚本での名称はガエロックであった[出典 141]。
- 脚本ではカエルのように飛び跳ねるという描写が存在した[48]。
- キャラクター撮影会での特写にガマギラーが藪の中に潜んでいるものがあり、以後『仮面ライダーX』のガマゴエモンや『仮面ライダーアマゾン』のガマ獣人などガマモチーフの怪人で同様のシチュエーションでの特写が踏襲されていた[148]。

## アリキメデス
第35話・映画『仮面ライダー対ショッカー』に登場。
アリ（女王蟻）をモチーフとする改造人間。ショッカー科学陣がアリの卵から誕生させる。頭部の触角からあらゆる物質を溶かす蟻酸を放つ。また人間を食らう殺人蟻を操る。
日本各地に殺人蟻を送り込むために女王蟻の卵を育成している。アジトに侵入した一文字隼人と滝和也から卵を奪い返すため、赤い服を着た女に化けて滝を襲い、卵を持った滝は逃すが、後から来た隼人を殺人蟻の巣に閉じ込める。隼人が仮面ライダー2号に変身して巣から脱出すると戦闘員とともに戦い、2号に蟻酸を浴びせて打ち破る。
しかしゾル大佐からは卵を奪われたことを叱責され、最後のチャンスとして立花レーシングクラブに持ち込まれた卵を奪い返そうとする。殺人蟻でクラブの周囲を覆い滝らを閉じ込めて中に潜入し、五郎のアイデアで滝に火をつけられて逃走するが、隼人の声色を使って再び入り込み滝らを追い詰める。助けに現れた2号と戦い再び蟻酸で苦しめるが、2号が卵を盾にしたためこれを溶かしてしまい、自身もライダーキックを受けて2号が避けた際に溜まった蟻酸の池の中に落とされ酸で溶けて死ぬ。アジトに残された卵も連鎖反応により爆発する。
映画『仮面ライダー対ショッカー』では、死神博士が率いる再生怪人軍団の1体として登場。地獄谷で珠美と方程式の交換を行う死神博士を援護すべく出現するが、大道寺に変装した本郷が死神博士を拘束した際、命と引き換えにした死神博士の命令で全員戦うことなく撤退する。
- 声 - 由起艶子（第35話）、鈴木利秋（映画）[10]
- スーツアクター - 岡田勝[出典 149]
- 名前はアルキメデスをもじったもの[152]。脚本での名称は初期は女王蟻女メデアス、後にアリキメデウスであった[出典 150]。
- 脚本では、蟻酸の中へ落ちたアリキメデスに2号が救いの手を差し伸べるが、アリキメデスは死を受け入れて没するという展開が存在した[48]。
- その他の作品に登場するアリキメデス
  - 漫画『仮面ライダーSD マイティライダーズ』では、地獄大使の命令で、食べた者を一瞬で太らせるチョコレートを流通させる。

## エジプタス
第36話・映画『仮面ライダー対ショッカー』に登場。
4,000年前（紀元前1,800年ごろ）の古代エジプトにいたとされる怪人。ショッカーがピラミッドからミイラを発見し、エジプト支部から移送した日本支部で生命移入手術を施して蘇らせる。日本語を聴くことはできるが、古代エジプト語しか喋ることや書くことができない。口から2,000度の火炎を吐く。
ショッカーは蘇らせたエジプタスからトトメス3世が日本に贈ったとされる時価10億円の宝石類の在処を聞き出そうとしていたが、古代エジプト語しか喋ることができなかったため、通訳できる歴史学者を探すこととなる。協力を拒んだ西田博士と大野博士を殺害するが、大野が残した古代文字から一文字隼人に目論見を知られる。ゾル大佐が脅迫した剛田博士を連れ去ろうとして仮面ライダー2号と滝和也に妨害されるが、火炎で2号にダメージを与える。
その後、戦闘員たちに滝を捕らえさせ、息子の命のために協力することを選んだ剛田を連れて行き、財宝の在処を書いて剛田に通訳させる。ゾル大佐の命令により滝と剛田親子をアジトごと爆破して財宝の在処と判明した北海道へ向かおうとするが、2号によりアジトの爆破は阻止され、追いついた2号と戦う。火炎により2号を追い詰めるが、サイクロン号に跳ね飛ばされたところへライダーキックを背後に受けて爆死する。
映画『仮面ライダー対ショッカー』では、死神博士が率いる再生怪人軍団の1体として登場。地獄谷で珠美と方程式の交換を行う死神博士を援護すべく出現するが、大道寺に変装した本郷が死神博士を拘束した際、命と引き換えにした死神博士の命令で全員戦うことなく撤退する。その後、プラノドン・ギルガラス・地獄サンダーとともに空と地中の両面から襲うことで死神博士を救出する。1号のキックを食らい、倒れたのを最後に画面には登場していない。
第4クールのオープニング映像にも登場している。
- 声 - 関富也（第36話）、谷津勲（映画）[10]
- スーツアクター - 岡田勝[出典 159]
- 脚本ではタツノオトシゴの怪人という設定で[156]、これに基づいたデザイン画も描かれていた[48]。その名残で戦闘員のエンブレムもタツノオトシゴになっている[48]。東映プロデューサーの阿部征司はこのころには動植物のネタが尽きていたと述べている[160]。
- 特徴的な古代語のセリフは声を演じた関富也のアドリブである[48][156]。脚本では「怪奇な言葉」と描写されていた[48]。
- 書籍によっては、4,000年前の古代エジプトに存在していたという設定から、ショッカーの怪人ではないとするものも存在する[161]。
- ゲーム『ガイアセイバー ヒーロー最大の作戦』では、ショッカーの怪人として登場。第3話・第5話・第6話に登場。カッパドキア・パリなど海外のフィールドでも登場する。

## トリカブト
第37話に登場。
トリカブトをモチーフとする改造人間。右手は触手状になっており、これを伸ばしてムチのように使う。また口からは緑色の溶解液を吐く。設定では植物に同化する能力を持っている。
人の集まる場所に猛毒ガスを散布する殺人植物を置いて大量殺人を行うG作戦に従事する。殺人植物の実験現場を木本ミツルに目撃され、ゾル大佐にミツルの抹殺を命じられる。ミツルを監視し、自宅で1人になったところを誘拐し、助けに現れた仮面ライダー2号も退ける。その後、石倉五郎たちも処刑しようとするゾル大佐に従い、五郎ら子供たちがビルの1室で行われる怪獣サイン会へ向かった隙に、立花オートコーナーに花屋から送られた殺人植物を使って立花藤兵衛に毒ガスを浴びせる。異変を察知した一文字隼人と滝和也がオートコーナーへ向かった隙に、怪獣サイン会で怪人たちが捕らえた子供たちをミツルとともに殺人植物で処刑しようとするが、2号と滝に妨害され、ライダーキックを受けて弱ったところにライダーパンチでマンションの屋上から転落して死亡する。
映画『仮面ライダー対ショッカー』では、死神博士が率いる再生怪人軍団の1体として登場。地獄谷で珠美と方程式の交換を行う死神博士を援護すべく出現するが、大道寺に変装した本郷が死神博士を拘束した際、命と引き換えにした死神博士の命令で全員戦うことなく撤退する。その後、キノコモルグ・ドクダリアン・サラセニアンという他の植物怪人と共に登場する。1号と2号のダブルライダーにサラセニアンと激突させられ、その後画面には登場していない。
第4クールのエンディング映像にも登場している。
- 声 - 沢りつお、阪脩（映画）[10]
- スーツアクター - 岡田勝[出典 167]
- 第37話は第32話と同時に撮影されたが、植物怪人が続くことから放送順が離された[48]。
- 殺人植物はトリカブトの体から発生したという設定であった[162]。

## エイキング
第38話・映画『仮面ライダー対ショッカー』『仮面ライダー対じごく大使』に登場。
エイ（電気エイ・シビレエイ）をモチーフとする改造人間。ショッカーに協力を強要された海洋生物学者の関俊彦によりエイの細胞から作られる。100万ボルトの稲妻を発生させる能力を持つ。空を飛ぶことも可能である。左手はナイフ状になっている。
世界の主要都市で発電所を破壊する世界暗黒作戦に従事しており、作戦に必要な第2・第3のエイキングを作り出すために、脱走した関博士の行方を追う。関の娘・明美を誘拐し、助けに現れた仮面ライダー2号も稲妻で退け、敗北を味わわせる。その後、作戦の第1段階として水力発電所に爆弾を仕掛けて、明美の処刑も兼ねて爆破しようとするが、藤兵衛の叱責により我を取り戻した2号と滝に妨害される。2号に稲妻を破られ、逃げようとするがライダーキックで発電所の池に叩き落とされ爆死する。
映画『仮面ライダー対ショッカー』では、死神博士が率いる再生怪人軍団の1体として登場。地獄谷で珠美と方程式の交換を行う死神博士を援護すべく出現するが、大道寺に変装した本郷が死神博士を拘束した際、命と引き換えにした死神博士の命令で全員戦うことなく撤退する。
映画『仮面ライダー対じごく大使』では、地獄大使に率いられた再生怪人軍団の1体として登場。
第4クールのオープニング映像にも登場している。
- 声 - 谷津勲（第38話・映画1・2）[10][78]
- スーツアクター - 岡田勝[出典 174]
- 映画ではショッカーベルトを巻いている[29][48]。脚本では映像でのハエ男の役割を担っていた[29]。
- 第40話・第41話の九州ロケにスーツが持ち込まれていたが、単体スチールのみ撮影された[134]。
- プレイステーション2用ソフト『仮面ライダー 正義の系譜』に登場[144]。

## 狼男
第39話に登場。

### 実験用狼男
第39話に登場。

## スノーマン
第40話・映画『仮面ライダー対ショッカー』に登場。
雪男をモチーフとする改造人間。ヒマラヤの雪男を改造している。マグマを操る能力を持ち、地面から火柱を発生させる。設定上はマグマの中を泳ぐことも可能とされる。怪力の持ち主で、仮面ライダーを投げ飛ばしたり、岩石を敵に投げつけたりする。また、ライダーキックを跳ね返す強靭な体を有する。
スイス支部で日本征服計画書を奪ったエミとミカを襲い、助けに現れた仮面ライダー1号を打ち破る。その後、計画書を一文字隼人に渡すため日本へ向かったエミとミカを追って死神博士とともに来日する。九州へ向かうフェリーの中で立花藤兵衛一行を監視し、えびの高原で計画書を持ったユリと誤認してエミを誘拐する。人違いであったエミを処刑しようとするが、滝和也らに妨害される。続いて現れた仮面ライダー2号と戦い、崖下に投げ飛ばしたところへマグマと岩石で攻撃して追い詰めるが、1号が加勢に現れ、ライダーダブルキックで倒される。
映画『仮面ライダー対ショッカー』では、死神博士が率いる再生怪人軍団の1体として登場。地獄谷で珠美と方程式の交換を行う死神博士を援護すべく出現するが、大道寺に変装した本郷が死神博士を拘束した際、命と引き換えにした死神博士の命令で全員戦うことなく撤退する。
- 声 - 池水通洋（第40話）、梶哲也（映画）[10]
- スーツアクター - 岡田勝[出典 183]、佐野房信[5]
- 初期設定ではシリーズ初の巨大怪人となる予定であった[出典 184]。
- エミを誘拐するシーンは、脚本ではドクダリアンの役割であった[134][135]。
- 『仮面ライダーセイバー』に登場するイエティメギドはスノーマンへのオマージュとなっている[174]。

## ゴースター
第41話・映画『仮面ライダー対ショッカー』『仮面ライダー対じごく大使』に登場。
マグマをモチーフとする改造人間。ショッカー怪人では唯一無機物をモチーフとしている。
溶岩で出来た強靭な体は5,000度の高熱を耐えることができ、ライダーキックをも跳ね返す。口からは炎を吐く。設定では、マグマを操る能力も持つとされる。
死神博士が指揮する火山を噴火させる計画に従事し、霧島火山帯を噴火させるために地下トンネル工事を指揮する。アジトに近づく仮面ライダー1号と戦い、ライダーキックを跳ね返して1号を捕らえ、洗脳させる。その後、桜島で仮面ライダー2号と同士討ちを繰り広げた1号を倒そうとするが、2号とのテレパシーで1号は既に正気に戻っており、1号と2号のダブルライダーキックを受けて頭部が爆発して崖から転落した後に爆発する。
映画『仮面ライダー対ショッカー』では、死神博士が率いる再生怪人軍団の1体として登場。地獄谷で珠美と方程式の交換を行う死神博士を援護すべく出現するが、大道寺に変装した本郷が死神博士を拘束した際、命と引き換えにした死神博士の命令で全員戦うことなく撤退する。
映画『仮面ライダー対じごく大使』では、地獄大使に率いられた再生怪人軍団の1体として登場。
- 声 - 八代駿（第41話）、大野剣友会（映画1）[10]、山下啓介（映画2）[10][78]
- スーツアクター - 佐野房信[出典 191]
- 脚本では「フランケンシュタインを思わせる」と形容されていた[175]。デザインは高橋章。デザイン時点でもモチーフの1つということがうかがえる[178]。

### その他の作品に登場するゴースター
- 映画『仮面ライダー×スーパー戦隊 スーパーヒーロー大戦』では、大ショッカーの怪人として登場。
- 映画『仮面ライダー×スーパー戦隊×宇宙刑事 スーパーヒーロー大戦Z』では、スペースショッカーのスペースイカデビル軍に所属する怪人として登場。
- 映画『平成ライダー対昭和ライダー 仮面ライダー大戦 feat.スーパー戦隊』では、地下帝国バダンの怪人として登場。
- プレイステーション2用ソフト『仮面ライダー 正義の系譜』に登場[144]。選定理由は『仮面ライダー』テレビシリーズの最高視聴率の怪人のため[144]。

## ハエ男
第42話・映画『仮面ライダー対ショッカー』に登場。
ハエをモチーフとする改造人間。一文字隼人を逆恨みしたひき逃げ犯の加納修が改造されて誕生。口から爆発性の泡を吐く。ハエロボットを操る。
死神博士から渡された人間を操る毒薬を用い、隼人の抹殺を目論む。ハエロボットを用いてコーヒーに毒薬を入れ、加納邸を訪れた立花藤兵衛とユリを操って一文字と滝和也を襲わせ、自らも戦う。その後、加納にひき逃げされた少年を見舞いに来ていた石倉五郎とエミに毒を飲ませて2人も操り、立花レーシングクラブに連れ帰られた藤兵衛とユリとともに一文字を襲わせる。4人とショッカー戦闘員が蹴散らされると自らも2号と戦うが、ライダー回転キックを受けて爆死する。死とともに毒薬の効力も失われ、藤兵衛たちも正気に戻った。
映画『仮面ライダー対ショッカー』では、死神博士が率いる再生怪人軍団の1体として登場。大道寺博士の助手・阿野に化け、大道寺からGX方程式の秘密を聞き出す。2号のライダーキックで倒された。
第53話以降のオープニング映像・エンディング映像にも登場している。
- 演（加納修） - 根岸一正[出典 201]
- 声 - 八代駿（第42話）、梶哲也（映画）[10][16]
- スーツアクター - 岡田勝[出典 202]（第42話）、滑川広志（映画）[184]
- 2号編では珍しい「◯◯男」というネーミングであることなどから、関連書籍では映画『ハエ男の恐怖』に由来するキャラクターであるとしている[出典 203]。デザインも背中に羽根がない点が共通している[19]。
- 脚本では改造シーンはなく、死神博士の個性を際立たせる狙いがあったものとされる[134]。
- 『仮面ライダー対ショッカー』の脚本ではエイキングがハエ男の役割を担っていた[29]。

### その他の作品に登場するハエ男
- 漫画『仮面ライダーSD マイティライダーズ』では、地獄大使の作戦で、紙ヒコーキ作りの名人を狙う。
- ゲーム『ロストヒーローズ』では、ビギンズ・キューブで登場。
- ゲーム『ロストヒーローズ2』では、ランダム・キューブで蜘蛛男などとともにネガ電王をボスとする形で登場。

## プラノドン
第43話・映画『仮面ライダー対ショッカー』『仮面ライダー対じごく大使』に登場。
プテラノドンをモチーフとする改造人間。頭部の触角から発狂音波を発し、受信カプセルを埋め込まれた人間を苦しめて命令に従うことを強要する。翼を羽ばたかせて突風（竜巻）を起こし、口からは弾丸を放つ。
ロケット工学の権威である並川博士の暗殺に従事する。ハイキング中に洞窟へ迷い込んだエミを拉致し、死神博士の指揮により耳に受信機を埋め込まれたエミを操り、一文字隼人のカメラを小型ロケット弾を仕込んだものにすり替え、並川のスナップを撮影に現れた隼人に暗殺させようとする。暗殺には失敗するが、隼人は現行犯逮捕される。その後、エミを操って滝和也を誘い出し、仮面ライダー2号の妨害も退けて滝を誘拐し、滝にも受信機を埋め込んで並川の暗殺を実行させようとする。滝にドライブ中の並川を狙撃させようとするが、エミに埋め込まれていた受信機から狙撃場所を知った2号に妨害され、地獄車で投げ飛ばされた後にライダーキックで崖下に落とされて爆死する。
映画『仮面ライダー対ショッカー』では、死神博士が率いる再生怪人軍団の1体として登場。地獄サンダー・ギルガラス・エジプタスとともに空と地中の両面から一文字と本郷を襲い、捕らえられた死神博士を救出する。ダブルライダーのライダーハンマーキックでギルガラスと共に倒される。
『仮面ライダー対じごく大使』では、地獄大使に率いられた再生怪人軍団の1体として登場。
- 声 - 沢りつお（第43話）、大野剣友会（映画1）[10]
  - 『仮面ライダー対じごく大使』での声優は資料によって大野剣友会とするものと[10]、関富也とするもの[78]がある。
- スーツアクターは、資料によって巽千太郎と記述しているものと[183][192]、岡田勝[5]と記述しているものがある。
- 脚本のセリフ上では、「鳥人」と表記されていた[31]。
- その他の作品に登場するプラノドン
  - すがやみつる版漫画『仮面ライダー』では、イソギンジャガーのアニマルトラップで蝙蝠男と共にライダーに襲い掛かる。
  - 漫画『仮面ライダーSD マイティライダーズ』では、地獄大使の命令で、相手をプラモデル化する光線を使用した作戦を実行する。

## カビビンガ
第44話に登場。
カビをモチーフとする改造人間。体に生えている殺人カビは人間を養分にすることで殺傷能力が向上する。それをちぎって投げつけて人間を殺害する。剣や十字手裏剣を武器とする。
殺人カビをばら撒くカビ計画に従事し、人を襲ってカビを培養している。墓地でカビのテストを行っていたところを双子の姉妹の並木ジュンコとマコに目撃されるが、2人を利用することを思いつき、死神博士の催眠術で操る。マコに一文字隼人と滝和也を誘い出させて自ら戦い、一方でジュンコに立花レーシングクラブへ殺人カビを仕込んだ睡眠薬入りの菓子を届けさせる。仮面ライダー2号を崖下に落とし、レーシングクラブでもカビを発生させることに成功するが、戻ってきた隼人らにカビの弱点が油であることを知られ殺害には失敗する。2号を倒せなかったことで大首領から死刑を宣告され、死神博士から与えられた最後のチャンスとして2号と戦い、藤兵衛が持ってきたオイルをかけられ、ライダーキックを食らい泡となって溶けて消える。カビビンガの死と同時にアジトの殺人カビも消滅する。
- 声 - 山下啓介
- スーツアクター - 岡田勝[出典 219]
- デザインを手がけた高橋章は気に入った怪人の1体に挙げている[187]。
- 雑誌『テレビマガジン』1972年12月号の特集「ショッカーのひみつ100」では、いちばんよわい怪人と紹介されていた[187]。

## ナメクジラ
第45話・映画『仮面ライダー対ショッカー』に登場。
ナメクジをモチーフとする改造人間。口から溶解液を吐くことができ、矢島博士の開発した人工頭脳を埋め込まれた後は火炎が吐けるようになる。体をゲル状にして狭い隙間から入り込むことができる。
ガスタンク爆破計画に従事し、自身の能力を強化するため矢島博士の開発した人工頭脳を狙う。矢島邸へ忍び込むが、2人組の泥棒とかち合い、警報が鳴ったため撤退する。再び侵入した2人組が人工頭脳を盗みだしたところを襲い殺害するが、仮面ライダー2号に人工頭脳を奪い返される。その後、死神博士が催眠術によって操った矢島の娘みどりが人工頭脳を奪い、みどりを人質に脅迫された矢島によって人工頭脳を埋め込まれ能力を向上させる。ガスタンクの爆破を実行に移そうとするが、2号に妨害され、ライダーキックを耐えるもののライダー二段返しを受けて爆死する。
映画『仮面ライダー対ショッカー』では、死神博士が率いる再生怪人軍団の1体として登場。地獄谷で珠美と方程式の交換を行う死神博士を援護すべく出現するが、大道寺に変装した本郷が死神博士を拘束した際、命と引き換えにした死神博士の命令で全員戦うことなく撤退する。
第53話以降のオープニング映像にも登場している。
- 声 - 辻村真人（第45話）、鈴木利秋（映画）[10]
- スーツアクター - 岡田勝[出典 230]
- 仮タイトルの名残で予告ではナメクジラーと呼称されている。カルビー『仮面ライダースナック』付属の仮面ライダーカードでもこちらの名称を用いている[C 35]。
- スーツは背中にボリュームがあるため、スーツアクターの瀬島達佳は背中から落ちるときは楽であったと証言している[197]。スーツアクターの岡田勝はロケ先でスーツを着たまま寝ていたという[197]。
- その他の作品に登場するナメクジラ
  - 漫画『仮面ライダーSD マイティライダーズ』では、RXを捕える必要が生じた八鬼衆の命令で、相手を縮小化する能力でRXをとらえる。
  - プレイステーション2用ソフト『仮面ライダー 正義の系譜』に登場[144]。選定理由はシナリオ監修者が好きだから[144]。

## ベアーコンガー
第46話に登場。
クマ（ヒグマ）をモチーフとする改造人間。右手は3本指で鋭い爪が生えており、左手は親指以外の指が一体化した鋼鉄の爪になっている。戦闘員とともにスノーモービルも用いる。猟師の姿に扮する。
草津高原の雪を溶かして洪水を引き起こすスノー作戦に従事し、物理学者の美川博士を脅して実行に必要なエネルギー爆弾を制作させている。休暇で草津を訪れていた一文字隼人らと知り合った美川の息子のタダシを殺そうとして隼人らに妨害されるが、爪で隼人の左腕を負傷させる。作戦から隼人らの目を逸らさせるため、美川と立花藤兵衛らを人質にとり、隼人らをアジトから引き離す。スノーモービル部隊を退けて爆弾を発見した仮面ライダー2号にロープをかけてスノーモービルで引きずり回すが脱出され、ライダーキックを受けて爆死する。
- 演（老人） - 依田英助[5][206]
- 声 - 阪脩
- スーツアクター - 佐野房信[出典 238]
- クマの改造人間という設定であるが、デザインにクマの要素は薄い[出典 239]。書籍『仮面ライダー大図鑑5』では地獄大使やザンジオーと同様に漫画版のビッグマシンがモデルであると推測している[210][211]。
- スノーモービルでの戦闘は、季節感を出したいという毎日放送の要望を受けたことによる[187]。
- 劇場版には登場しなかったことから、その後の撮影会でもスーツが良好な状態であった[212]。
- カルビー『仮面ライダースナック』付属の仮面ライダーカードでは、名称をベアコンガーと記述している[C 36]。
- その他の作品に登場するベアーコンガー
  - ゲーム『ザ・グレイトバトルVI』ではガンダーとマンモスガンダムと共に氷漬けの東京を闊歩する。

## トドギラー
第47話・映画『仮面ライダー対ショッカー』に登場。
トドをモチーフとする改造人間で、改造手術は死神博士が直々に施した。
口から零下300度の冷凍シュートを吐く。海辺の洞窟内にアジトを構えている。
海洋漁船の船員を冷凍して連れ去り改造するアイス計画に従事する。計画の開始前には五郎たちが遊んでいた広場の地主の男性を凍りづけにしている。港を調査していた一文字隼人を襲い、洞窟へ追い詰めて滝和也と隼人が知り合った少年ヤスオを凍らせ、隼人を洞窟内に閉じ込める。その後、変身して洞窟を脱出した仮面ライダー2号と戦い、冷凍シュートで路面を凍らせてサイクロン号をスリップさせ、2号も凍らせて捕らえる。しかしアジトに潜入するためにわざと捕まった2号により冷凍シュートを死神博士を脅すことに利用され、ライダーキックを受けて崖から転落して爆死する。
映画『仮面ライダー対ショッカー』では、死神博士が率いる再生怪人軍団の1体として登場。地獄谷で珠美と方程式の交換を行う死神博士を援護すべく出現するが、大道寺に変装した本郷が死神博士を拘束した際、命と引き換えにした死神博士の命令で全員戦うことなく撤退する。
第53話以降のオープニング映像にも登場している。
- 声 - 池水通洋（第47話）、谷津勲（映画）[10]
- スーツアクター - 大久保利雄[5]。複数の書籍では山崎亮一と記述しているが[209][214]、山崎は、第47話で和泉保雄を演じた。
- 脚本では自身の冷凍シュートで氷漬けになり、2号に岩に叩きつけられ倒されるという展開であった[187]。
- 絶対零度を下回る冷凍シュートの温度の設定が話題に取り上げられることがある[出典 245]。
- カルビー『仮面ライダースナック』付属の仮面ライダーカードでは、名称をトドキラーと記述している[C 38]。
- その他の作品に登場するトドギラー
  - すがやみつる版『仮面ライダー』では、劇中では等身大で登場するものの、冒頭のトビラ絵では巨大な怪獣のような姿で描かれている[219]。

## ヒルゲリラ
第48話に登場。
ヒルをモチーフとする改造人間。管状になった左手で人間の血を吸い取る。右手に持ったムチを武器とする。
吸血ヒル（血吸いヒル）を操って人間を拉致し、奴隷人間を作り出す作戦に従事する。拉致した人間の中に一文字隼人の先輩カメラマンである山崎秀夫が含まれており、山崎の残したカメラから隼人に存在を知られるが、沼へ調査に来た隼人と滝和也を襲い、滝の血を吸い取る。その後、立花レーシングクラブや山崎邸を襲い、ユリとエミや山崎の妻を誘拐し、アジトに乗り込んだ隼人も捕らえる。そして、死神博士の手によって奴隷人間になった隼人を滝や立花藤兵衛らと戦わせて同士討ちにさせようとするが、解毒薬によって隼人は元に戻る。隼人が変身した仮面ライダー2号のライダーキックを受けて沼に蹴り落とされ、さらに2号が沼に放った電気エネルギーを食らって倒される。
- 声 - 山下啓介
- スーツアクター - 新堀和男[出典 252]
- プレイステーション2用ソフト『仮面ライダー 正義の系譜』に登場[223]。選定理由は気持ち悪いから[223]。

### 奴隷人間
第48話に登場。
ヒルゲリラに吸われた血の代わりとして、死神博士が開発した緑色の薬液を注入された人間。知能は原始猿人程度になり、ショッカーの命令のみに従うようになる。死神博士が開発した赤い液体を飲むと元に戻る。
隼人やライダーガールズのユリとエミも一時は奴隷人間化されるが、赤い解毒薬によって元に戻る。

## イソギンチャック
第49話・映画『仮面ライダー対ショッカー』に登場。
イソギンチャクをモチーフとする改造人間。頭頂部の口から風速100メートルの竜巻を発生させて人間をも吸い込み、生物であれば消化してしまう。鞭状になった右手も武器とする。嗅覚も優れている。
アフリカ支部に所属し、中山健造が発見したダイヤモンド鉱山を手に入れるため、中山が日本に送ったダイヤモンド鉱山の地図を入手するために来日する。地図を送られた中山の孫の弘の家に現れ、弘を育てている親戚夫婦を飲み込む。しかし、2人の遺留物からは地図を発見できなかったため弘を狙うが、仮面ライダー2号に妨害される。その後、死神博士の呪術と自身の嗅覚によって弘を探し当て、半鐘のある鉄塔に追い詰めるが、再び2号に妨害される。弘を抱えたまま戦う2号を追い詰めるものの仮面ライダー1号が加勢に現れ、ダブルライダーによるライダー車輪・ライダー返し・ライダーダブルキックの連続攻撃を受けて爆死する。
映画『仮面ライダー対ショッカー』では、死神博士が率いる再生怪人軍団の1体として登場。地獄谷で珠美と方程式の交換を行う死神博士を援護すべく出現するが、大道寺に変装した本郷が死神博士を拘束した際、命と引き換えにした死神博士の命令で全員戦うことなく撤退する。
第53話以降のオープニング・エンディング映像にも登場している。
- 声 - 沢りつお（第49話）、鈴木利秋（映画）[10]
- スーツアクターは、資料によって岡田勝と記述しているものと[209][227]、佐野房信[5]と記述しているものがある。
- デザインは高橋章[231]。
- 怪人の命名を担当していたプロデューサーの阿部征司は、このころには名前が思いつかなくなり、乱暴なネーミングであったと述懐している[232]。
- その他の作品に登場するイソギンチャック
  - ゲーム『ガイアセイバー ヒーロー最大の作戦』では、ショッカーの怪人として登場。第1話・第2話・第3話・第5話に登場。ヒマラヤ・パリなど世界のフィールドでも登場する。
- イソギンチャックに関連するキャラクター
  - 『仮面ライダー』で登場するイソギンチャク男は、デザインはイソギンチャックとは異なるが、イソギンチャックを想起させるとされている[233]。
  - 『たのしい幼稚園新案カード 仮面ライダー図鑑』ではイソギンチャクをモチーフとしたイソギンチャーゲルという怪人が描かれているが、デザインはイソギンチャクとは異なる[225]。

## カメストーン
第50話・映画『仮面ライダー対ショッカー』に登場。
カメ（アオウミガメ）をモチーフとする改造人間。右手を発光させることで、見た者の網膜を傷つけ、目を腐らせ、最後は体を腐敗させる殺人オーロラを発生させる能力を持つ。背中の特殊合金製の甲羅を外して投げつけることもできる。設定では手足を引っ込めた状態で甲羅の穴から火を噴くことで空を飛ぶことも可能とされる。
東京に殺人オーロラを空に投影させる目潰し作戦に従事する。殺人オーロラの被害にあった五郎らを見舞いに来た一文字隼人と滝和也を病院の屋上で襲い、殺人オーロラで仮面ライダー2号の視力を奪う。その後、滝が応援として呼び寄せたFBI捜査官ロバート田中を殺害してなりすまし、隼人のバイクのガソリンをニトロに入れ替えるなどの工作を行い、ショッカーのアジトを捜索するふりをして向ヶ丘遊園で罠にかける。助けに現れた2号の目が見えていないことを利用して遊園地の遊具で翻弄するが、滝によって遊具は止められ、足音で位置を探った2号によりライダーキックを受けて崖下に落下して爆死する。
映画『仮面ライダー対ショッカー』では、死神博士が率いる再生怪人軍団の1体として登場。地獄谷で珠美と方程式の交換を行う死神博士を援護すべく出現するが、大道寺に変装した本郷が死神博士を拘束した際、命と引き換えにした死神博士の命令で全員戦うことなく撤退する。
第53話から第67話までのオープニング映像、第53話以降のエンディング映像にも登場している。
- 演（ロバート田中） - 中井啓輔[235][5]
- 声 - 辻村真人（第50話）、谷津勲（映画）[10]
- スーツアクター - 岡田勝[出典 265]
- プレイステーション2用ソフト『仮面ライダー 正義の系譜』に登場[223]。選定理由は甲羅投げや殺人オーロラ光線など技が豊富なため[223]。

## ユニコルノス
第51話・映画『仮面ライダー対ショッカー』に登場。
ヨーロッパで発見された一角獣ユニコルンの化石から抽出した粉末血液を凶悪な男に血液交換して誕生する。口から吐く白い物質で人間をダイヤモンドより硬い化石の中に閉じ込める。瞬間移動能力や体を透明化することで壁を通り抜ける能力も持つ。
大下博士が開発したスーパーエネルギー光線の製造法を記したノートを奪取することを任務とする。鍾乳洞内で五郎とエミを石にして一文字隼人らに大下宇宙科学研究所に運び込ませ、2人を化石から解くために大下が一度は封印したスーパーエネルギー光線を使用させようとする。そして研究所に侵入して光線の準備を進める助手を襲いノートを奪おうとするが、仮面ライダー2号に妨害されて逃走する。その後、再び研究所に侵入して隼人の足を化石化し、金庫からノートを奪うことに成功する。しかし、ノートには発信機が仕掛けられており、それをたどってきた仮面ライダー1号にアジトに潜入され、大下により化石化を解かれた2号も合流し、ライダーダブルキックを受けて化石に戻り爆発する。
映画『仮面ライダー対ショッカー』では、死神博士が率いる再生怪人の1体として登場。地獄谷で珠美と方程式の交換を行う死神博士を援護すべく出現するが、大道寺に変装した本郷が死神博士を拘束した際、命と引き換えにした死神博士の命令で全員戦うことなく撤退する。
- 演（凶悪な男） - 富士乃幸夫[239][5]
- 声 - 八代駿（第51話）、阪脩（映画）[10]
- スーツアクター - 岡田勝[出典 273]、佐野房信[5]
- デザイン画は残されているが、デザインの担当は不明。岩佐陽一は担当を高橋章か三上陸男と推測している[243]。
- 『たのしい幼稚園新案カード 図鑑ぼくらの仮面ライダー』で紹介されたいっかくじゅうおとこが原形となったとされる[出典 274]。
- 映画『仮面ライダー対ショッカー』では、再生怪人軍団の1体として登場するが、公開日は第51話より先行していた[245]。

## ギルガラス
第52話・映画『仮面ライダー対ショッカー』に登場。
カラスをモチーフとする改造人間。合金製の嘴から吐く青い毒ガスデッドマンガスは、吸った人間を凶暴化して殺し合いをさせる効果や、改造人間の機能を麻痺させる効果がある。薙刀や棒も武器に用いる。普段は地域のペットショップにて店員に扮したショッカーの構成員（演 - 岩城力也）が務める店内にカラスの姿で潜伏しており、人間の言葉を喋るカラスとして子供たちに知られている。
デッドマンガスを東京上空から散布する人類皆殺し作戦に従事する。ペットショップにて五郎の友人よし子に買われ、彼女の住むアカツキマンションにデッドマンガスを散布してよし子の両親をはじめとする住民たちに殺し合いをさせ、皆殺しにする。同マンションを訪れた一文字隼人らにエレベーター内にてデッドマンガスを浴びせ、隼人の変身した仮面ライダー2号を麻痺させて撃退する。その後、再びペットショップに陳列されてライダーガールズに入院中の隼人への見舞い品として買われ、連れてこられた病室にてデッドマンガスに含まれる物質ガンマーGでとどめを刺そうとしたところ、彼と入れ替わっていた本郷猛による迎撃に遭う。猛をデッドマンガスで捕らえてアジトのガス室に閉じ込めるが、彼はショッカーのヨーロッパ支部から奪取していた解毒剤で隼人共々すでに回復していたうえ、本郷が屋内にデッドマンガスを流出させて戦闘員たちを壊滅させたことにより、アジトを放棄することとなる。最後は、屋外にて残りのデッドマンガスを散布しようとするが、2号に阻止されたうえに仮面ライダー1号も現れ、彼らのライダーダブルキックで倒される。
映画『仮面ライダー対ショッカー』では、死神博士に率いられた再生怪人軍団の1体として登場するが、公開日は第52話より先行していた。プラノドン・地獄サンダー・エジプタスとともに、空中と地中からの襲撃によって死神博士を救出する。最後は、1号と2号のライダーハンマーキックでプラノドンと共に倒される。
- 声 - 上田耕一（第52話）、梶哲也（映画）[10][16]
- スーツアクター - 滑川広志[出典 282]
- デザインは高橋章[251]。スーツの羽根は1枚1枚植え付けられている[237]。
- 第66話の脚本では再登場が予定されていた[出典 283]。
- PlayStation 2用ソフト『仮面ライダー 正義の系譜』に登場[223]。登場の理由は、旧ダブルライダー最終話に登場したためである[223]。